# Andreu Solà i Vidal
Andreu Solà i Vidal (Ripollet, 1863 - 1902) fou un pintor català.

## Biografia
Fill d'una nissaga de tendència liberal, establerta a la vila en la segona dècada del segle xix, el seu pare, Joan Solà i Buxó, propietari, estudià agrimensura a la Llotja de Barcelona. Andreu Solà i Vidal assistí a l'escola primària a Ripollet i a la secundària probablement a Sabadell, però, ben aviat, la seva destresa per al dibuix i la pintura aconsellaren la família de matricular-lo a l'Escola de Belles Arts de Barcelona (1881-1884). Es formà també a Madrid a partir de 1885 (a l'Escola Especial de Pintura de San Fernando d'Alcalá de Henares) i va viure a París durant nou mesos, entre 1889 i 1890, on es relacionà amb Ramon Casas, Miquel Utrillo i Santiago Rusiñol.
A partir de 1893 s'establí definitivament a Ripollet a la casa familiar dels pares i germans (la seva mare havia contret segones núpcies amb el farmacèutic de la vila), fins a la seva mort prematura, a causa d'una malaltia coronària, als trenta-vuit anys. La seva pintura s'especialitzà en la temàtica localista, que tractà en una setantena d'obres dins una estètica realista separada del modernisme (allunyada del grup de París), sense deixar de banda una certa preocupació social. Il·lustrà l'obra Dietari d'un pelegrí a Terra Santa, de Jacint Verdaguer (1888).

## Obres
Les seves obres pictòriques principals són: La cuna vacía, Paisaje de Otoño, Regresando a la Fuente, En el bosque, Bestias de carga i La tertulia del cura. Feu també algunes incursions literàries inèdites.

## Premis i reconeixements
Entre altres reconeixements, va obtenir la medalla de tercera classe a l'Exposició Universal de Barcelona de 1898 i una altra a la Nacional de Madrid de 1895.

## Fons personal
El seu fons personal es conserva a l'Arxiu Nacional de Catalunya. El fons documental inclou la documentació produïda i aplegada per Andreu Solà i Vidal com a resultat de la seva activitat personal i artística, així com la relativa a la recuperació posterior de la seva figura. Inclou certificats, documentació acadèmica, de gestió del seu patrimoni familiar, diaris i cartes amoroses i correspondència amb els seus pares i germans. Pel que fa a l'activitat literària, inclou algunes escrits i notes esparsos. Destaca la seva correspondència, en particular amb el també pintor coetani Antoni Coll i Pi i amb l'advocat i diputat provincial Joan Vidal i Valls, així com dues targetes rebudes del poeta Jacint Verdaguer. Inclou documentació de l'estada a França, catàlegs d'exposicions de belles arts, la comunicació de l'obtenció d'una medalla a l'Exposició de Belles Arts (1898), invitacions, correspondència sobre la seva figura de Carles Jordi Guardiola i documentació sobre la celebració de l'Any Solà a Ripollet (2002). Finalment, el fons aplega també diverses monografies, catàlegs i informació d'exposicions relacionades amb l'artista. Incorpora també el producte de la seva afició a la fotografia: Andreu Solà i Vidal utilitzà la càmera per a plasmar la vida familiar i per a reproduir la seva obra; com d'altres pintors, la fotografia fou una eina al servei de la seva pintura. El fons permet en el seu conjunt una aproximació força remarcable a la trajectòria personal del productor.
El Museu d'Història de Barcelona MUHBA conserva una col·lecció dels gravats que realitzà per a il·lustrar el "Dietari d'un pelegrí a Terra Santa" i altres obres de J. Verdaguer.